# Smolikas
De Smolikas (Grieks: Σμόλικας) is met een hoogte van 2637 meter de hoogste top van het Pindosgebergte en de op een na hoogste berg van Griekenland.
Het "drakenmeer" (Drakolimni) dicht bij de top van de berg is een van de weinige alpine meren in Griekenland. Volgens een plaatselijke legende woonden er in de drakenmeren van de Smolikas en de Tymfi twee draken, die voortdurend rotsen en bomen naar elkaar smeten. Dit zou verklaren waarom er rond de meren van beide bergen opvallend veel witte en zwarte rotsen in het landschap gevonden worden.